# Benoît de Sainte-Maure
Benoît de Sainte-Maure (of de Sainte-More) was een Frans clericus en dichter uit de 12e eeuw, afkomstig uit de Touraine, die bekendheid verwierf als de auteur van de Roman de Troie. Hij droeg dit lange gedicht (± 1165) op aan zijn beschermvrouwe Eleonora van Aquitanië. 

## Werk
Het gedicht Roman de Troie bestaat uit ca. 30.000 achtlettergrepige verzen. Voor zijn inspiratie raadpleegde hij antieke bronnen (onder meer Latijnse Homerus-vertalingen uit de 3e/4e eeuw), die hij aan de smaak van zijn tijd aanpaste. De verzen van de Sainte-Maure zijn niet vrij van breedsprakigheid en eentonigheid, maar het werk bevat wel fraaie passages en de dichter munt uit boven zijn voorgangers in beschrijvingen, karaktertekening, ontleding van de vrouwelijke psychologie en het uitbeelden van de liefde. 
Met zijn Roman de Troie verwierf Benoît de Sainte-Maure bekendheid in binnen- en buitenland, zozeer zelfs dat koning Hendrik II van Engeland hem ± 1175 gelastte de Chronique des ducs de Normandie te schrijven en de Roman de Rou (of Geste des Normands), een onvoltooid werk van de kroniekschrijver Maistre Wace (° ± 1100 – † ± 1175), te voltooien, een opdracht waar hij niet geheel in slaagde, want ondanks de bestaande 43.000 verzen bleef ook deze kroniek onafgewerkt.